# Ariel 1
Pour les articles homonymes, voir Taranis.

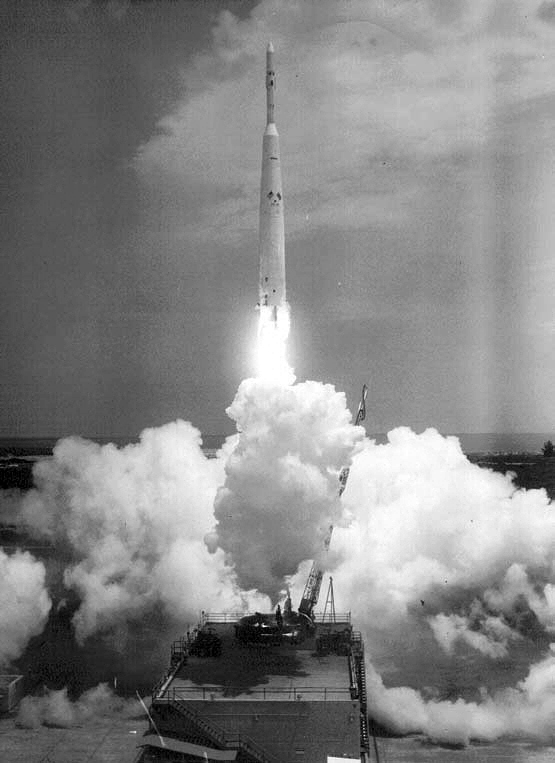
Lancement d'Ariel 1.

Ariel 1  est un satellite scientifique britannique mis en orbite le 26 avril 1962. Il s'agit du premier satellite artificiel  du programme Ariel résultat d'une proposition d'assistance des États-Unis faite en 1959 au tout début de l'ère spatiale. Ariel 1 est également le premier satellite britannique mis en orbite.

## Historique
En 1959 dans le cadre d'une réunion du Comité pour la recherche spatiale (COSPAR), les États-Unis proposent aux autres pays participants de lancer des satellites scientifiques développés par leurs scientifiques. Le Royaume-Uni fait partie des pays qui acceptent l'offre. Les objectifs et la répartition des taches sont mis au point dans le cadre de discussions qui ont lieu en 1959 et 1960. Le premier satellite, Ariel 1, est construit par le centre de vol spatial Goddard de la NASA tandis que les instruments scientifiques sont fournis par le Royaume-Uni. Six expériences sont embarquées : trois portent sur l'étude de l'ionosphère, deux sur des mesures du rayonnement du Soleil et la dernière sur l'étude des rayons cosmiques.  

## Déroulement de la mission
Le satellite est mis en orbite avec succès le 26 avril 1962 par une fusée Thor-Delta tirée depuis la base de lancement de Cap Canaveral. Il est placé sur une orbite terrestre basse elliptique (397 x 1 202 km) avec une inclinaison de 53,8°.
Le détecteur Lyman-Alpha tombe en panne dès le début de la mission. Le satellite fonctionne normalement jusqu'en juillet 1962. Par la suite Ariel 1 fonctionne de manière partielle jusqu'au 8 septembre 1962. Il fait partie des satellites dont l'électronique pourrait avoir été endommagée par la ceinture de radiations créée par les explosions nucléaires en haute atmosphère du projet Starfish Prime. Ariel 1 est réactivé temporairement entre le 25 août et le 9 novembre 1964 pour réaliser des mesures conjointes avec Explorer 20. Il est détruit en effectuant sa rentrée atmosphérique le 24 mai 1976.

## Caractéristiques techniques
Ariel 1 est un petit satellite spinné de 62 kg. C'est un cylindre de 58 cm de diamètre et de 22 cm de haut. L'énergie est fournie par quatre petits panneaux solaires déployés en orbite. Les données sont stockées sur un enregistreur à bande magnétique.

### Instruments scientifiques
Ariel 1 embarque six expériences scientifiques.
Étude de l'ionosphère
- Sonde de Langmuir destinée à mesurer la température et la densité des électrons. Instrument développé par l'University College London.
- Sonde sphérique destinée à mesurer la composition des ions et leur température. Instrument développé par l'University College London.
- Mesure de la constante diélectrique du plasma ionosphérique (Université de Birmingham). Fournit la densité des électrons.

Étude du rayonnement solaire
- Détecteurs de l'intensité de l'émission Lyman-Alpha (ultraviolet) dans le rayonnement solaire. Développé par l'University College London.
- Mesure du rayonnement X par le Soleil. Développé par l'University College London.

Étude des rayons cosmiques.
- À l'aide d'un détecteur Tcherenkov mesure du spectre des rayons cosmiques et des impacts du champ magnétique interplanétaire sur ce spectre. Instrument développé par l'Imperial College London.